# مستشفى عسكري
المستشفى العسكري هو نوع من أنواع المستشفيات يخصص بالأساس للعسكريين (من مختلف الرتب العسكرية) وذويهم من الأسر.

## مستشفيات عسكرية حول العالم

### مصر
- المجمع الطبي للقوات المسلحة بالإسكندرية.
- المجمع الطبي للقوات المسلحة بالمعادي.
- المجمع الطبي للقوات المسلحة بكوبري القبة.
- المركز الطبي العالمي.
- مستشفى الجوي التخصصي.

### السعودية
- المدينة الطبية الخاصة بوزارة الداخلية بالرياض.
- مدينة الأمير سلطان الطبية العسكرية.
- مدينة الملك عبد العزيز الطبية للحرس الوطني.
- مستشفى الملك سلمان للقوات المسلحة.
- مستشفى الملك فهد للقوات المسلحة.

### المملكة المتحدة
- مستشفى غرينتش (لندن).
- مستشفى الملكة إليزابيث برمنغهام.

## معرض الصور

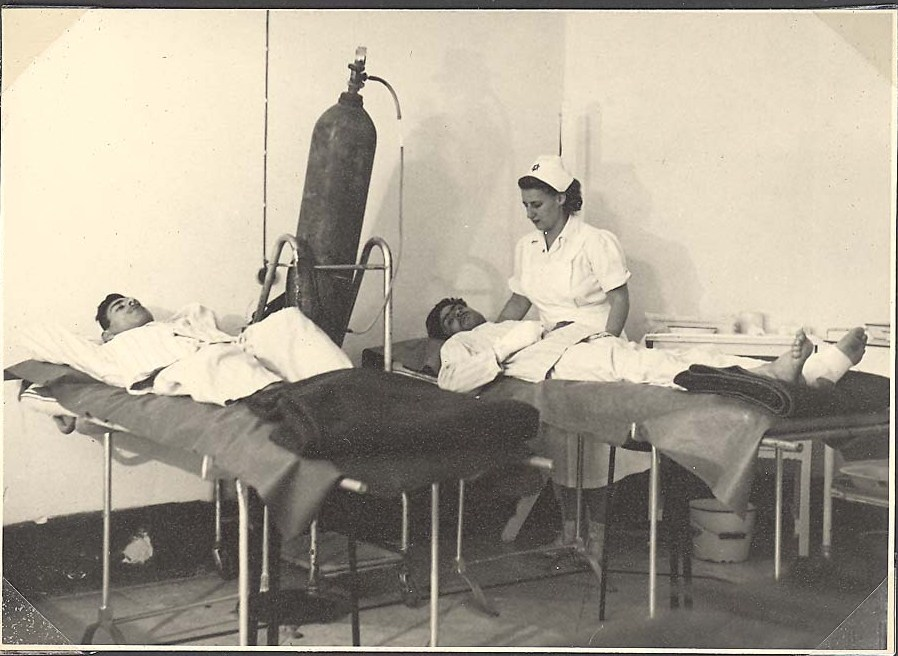
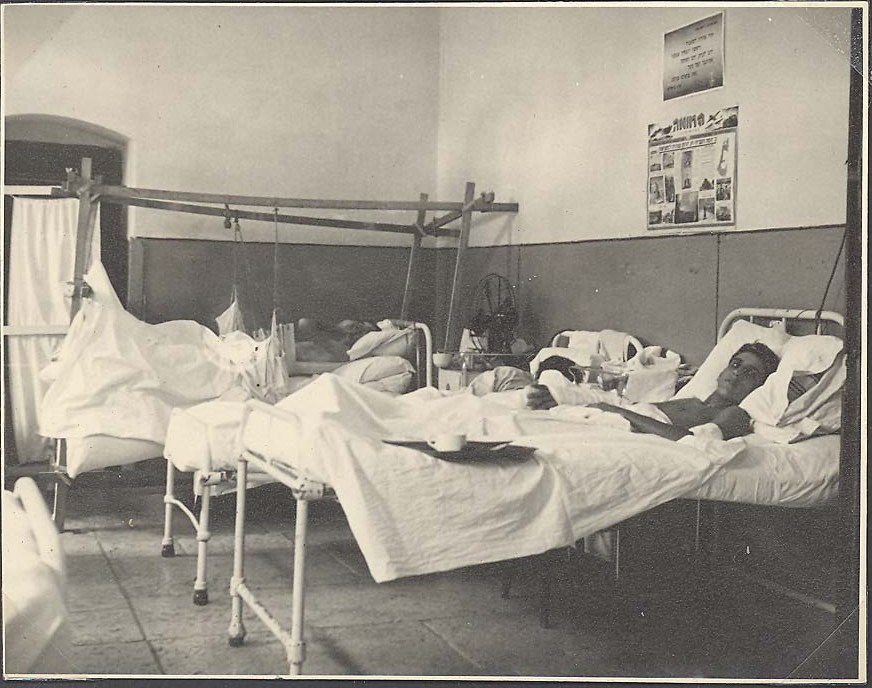
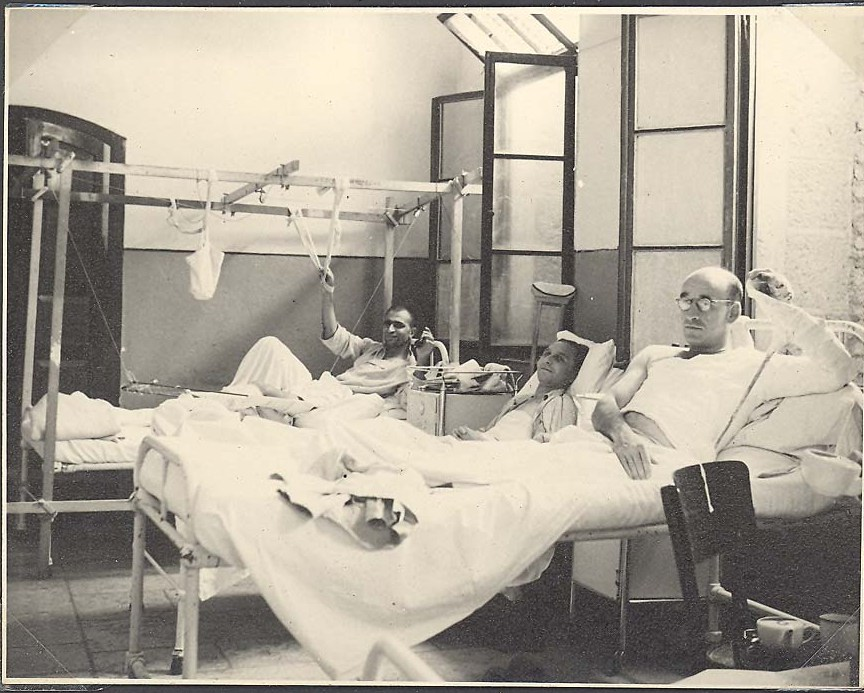
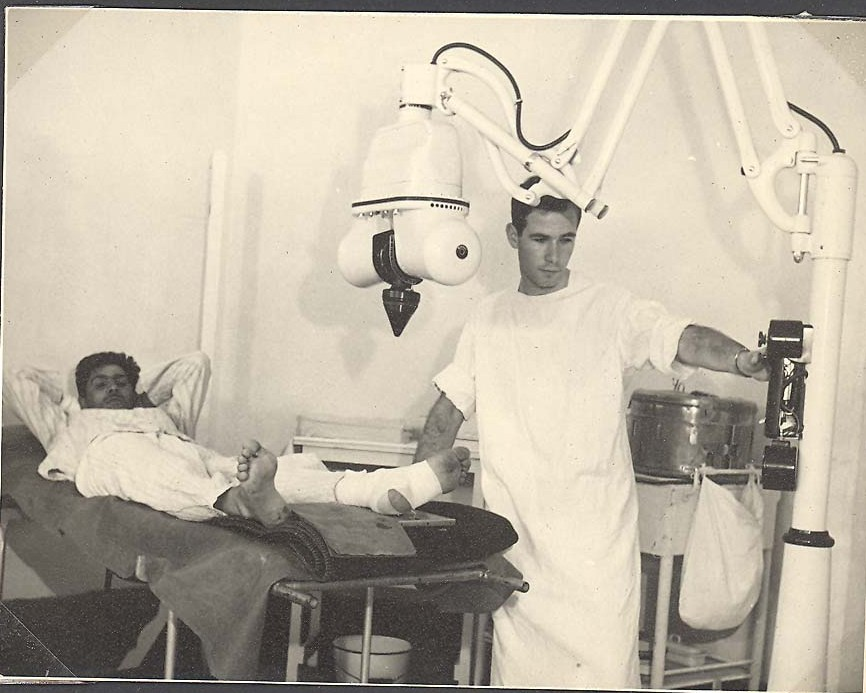
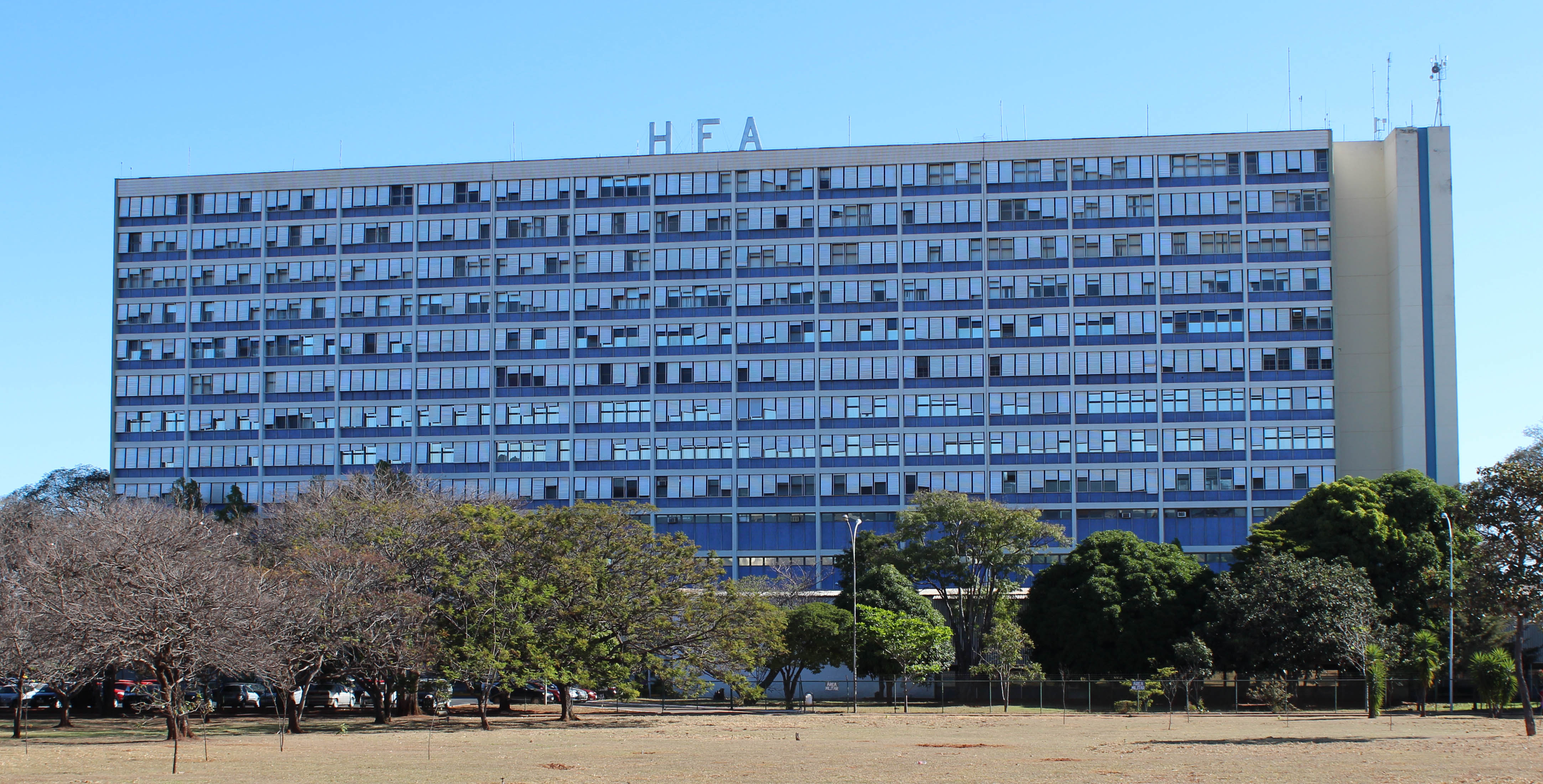
مستشفى القوات المسلحة (HFA) في مدينة برازيليا
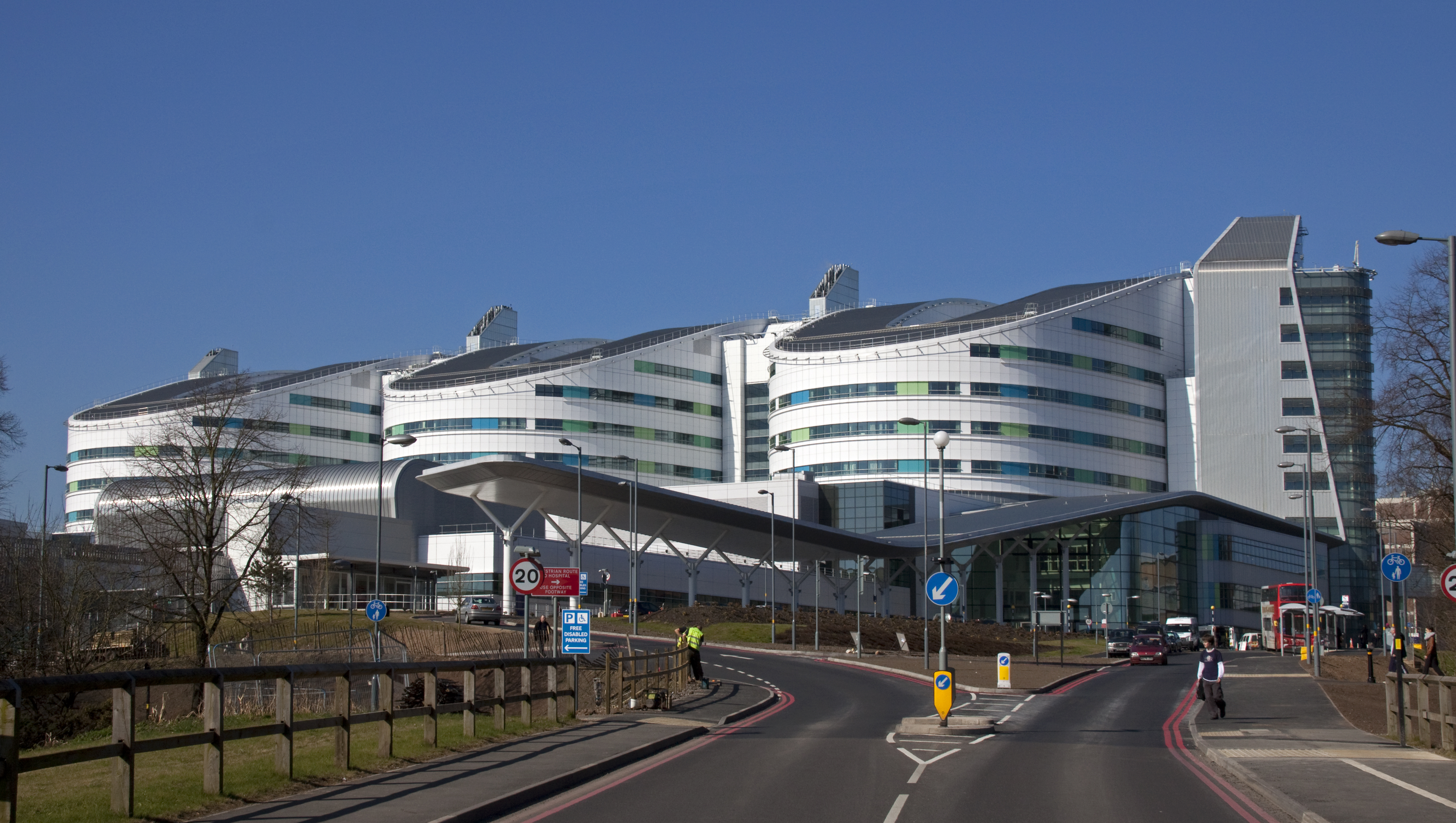
مستشفى الملكة إليزابيث برمنغهام

## انظر
- مستشفى تعليمي